# Santa Maria la Colonna (Nápoly)
A Santa Maria la Colonna egy nápolyi templom. 1580-ban épült. Homlokzatát 1715-ben Antonio Guidetti építette. A templomhoz egy kis zárda is tartozik. Belsőjét Paolo de Matteis néhány festménye díszíti. Jelenleg nem látogatható romlott állapota miatt.

## További információ
- A Wikimédia Commons tartalmaz Santa Maria la Colonna témájú kategóriát.